# Барон Ботетур
Барон Ботетур (англ. Baron Botetourt) — дворянский титул в системе Пэрства Англии. Он был создан 19 июня 1305 года для сэра Джона де Ботетура (около 1265—1324), который был вызван в парламент как лорд Ботетур.

## История
После смерти в 1324 году Джона де Ботетура, 1-го барона Ботетура, ему наследовал его внук Джон (умер в 1385), а последнему — внучка, Джойс (умерла в 1406). Джойс вышла замуж за сэра Хью Бёрнелла, 2-го барона Бёрнелла (около 1347—1420), но умерла бездетной, и баронский титул перешёл в состояние неопределённости.
13 апреля 1764 года баронский титул был восстановлен для Норборна Беркли (около 1717—1770). Он заседал в Палате общин от Глостершира (1741—1763) и был лордом-лейтенантом графства Глостершир (1762—1766). С 1768 по 1770 год занимал должность колониального губернатора Виргинии. После смерти бездетного Норборна Беркли в 1770 году баронский титул снова перешёл в состояние неопределённости.
4 июня 1803 года баронский титул был в третий раз возрожден для Генри Сомерсета, 5-го герцога Бофорта (1744—1803). Он был лордом-лейтенантом Монмутшира (1771—1799), Брекнокшира (1787—1803) и Лестершира (1787—1799), а также шталмейстером королевы Шарлотты (1768—1770) и великим мастером Великой ложи Англии (1767—1772). Его сменил старший сын Генри (1766—1835). Он заседал в Палате общин от Монмута (1788—1790), Бристоля (1790—1796) и Глостершира (1796—1801, 1801—1803), занимал посты лодра-лейтенанта Брекнокшира (1803—1835), Монмутшира (1803—1835) и Глостершира (1810—1835). Его сменил его старший сын, майор Генри Сомерсет, 7-й герцог Бофорт (1792—1853). Он трижды заседал в Палате общин от Монмута (1813—1831, 1831—1832) и Западного Глостершира (1835). Ему наследовал его единственный сын от второго брака, капитан Генри Сомерсет, 8-й герцог Бофорт (1824—1899). Избирался в Палату общин от Восточного Глостершира (1846—1853), а также занимал должности шталмейстера (1858—1859, 1866—1868) и лорда-лейтенанта Монмутшира (1867—1899). Ему наследовал его старший сын, капитан Генри Сомерсет, 9-й герцог Бофорт (1847—1924). Занимал посты заместителя лорда-лейтенанта в графствах Брекнокшир, Глостершир и Монмутшир. Его преемником стал его единственный сын, Генри Сомерсет, 10-й герцог Бофорт (1900—1984). Он занимал должности шталмейстера (1936—1978), лорда-лейтенанта графства Глостершир (1931—1984) и старшего тайного советника (1981—1984).
После смерти бездетного в 1984 году Генри Сомерстета, 10-го герцога Бофорта и 10-го барона Ботетура, герцогский титул унаследовал его родственник, Дэвид Сомерсет, 11-й герцог Бофорт (1928—2017), а баронский титул прервался.

## Бароны Ботетур (1305)
- 1305—1324: Джон де Ботетур, 1-й барон Ботетур (около 1265 — 25 ноября 1324), сын Гая де Ботетура
- 1324—1385: Джон де Ботетур, 2-й барон Ботетур (около 1318 — 4 апреля 1385), сын Томаса де Ботетура (умер в 1322), внук предыдущего
- 1385—1406: Джойс Бернелл, 3-я баронесса Ботетур (умерла 1 января 1406), дочь Джона де Ботетура (умер в 1369), внучка предыдущего
- 1764—1770: Норборн Беркли, 4-й барон Ботетур (около 1717 — 15 октября 1770), сын Джона Саймса Беркли из Сток-Гиффорда
- 1803—1803: Генри Сомерсет, 5-й герцог Бофорт, 5-й барон Ботетур (16 октября 1744 — 11 октября 1803), единственный сын Чарльза Сомерсета, 4-го герцога Бофорта
- 1803—1835: Генри Чарльз Сомерсет, 6-й герцог Сомерсет, 6-й барон Ботетур (22 декабря 1766 — 23 ноября 1835), старший сын предыдущего
- 1835—1853: Генри Сомерсет, 7-й герцог Бофорт, 7-й барон Ботетур (5 февраля 1792 — 17 ноября 1853), старший сын предыдущего
- 1853—1899: Генри Чарльз Фицрой Сомерсет, 8-й герцог Бофорт, 8-й барон Ботетур (1 февраля 1824 — 30 апреля 1899), единственный сын предыдущего
- 1899—1924: Генри Адальберт Веллингтон Фицрой Сомерсет, 9-й герцог Бофорт, 9-й барон Ботетур (19 мая 1847 — 24 ноября 1924), старший сын предыдущего
- 1924—1984: Генри Хью Артур Сомерсет, 10-й герцог Бофорт, 10-й барон Ботетур (4 апреля 1900 — 5 февраля 1984), единственный сын предыдущего.